# Melomys dollmani
Melomys dollmani là một loài động vật có vú trong họ Chuột, bộ Gặm nhấm. Loài này được Rümmler mô tả năm 1935.